# Silas (nome)
Silas  è un nome proprio di persona inglese maschile.

## Varianti in altre lingue
- Catalano: Silas[3]
- Danese: Silas[1]
- Greco moderno: Σίλας (Silas)[1]
- Italiano: Sila
- Polacco: Sylas
- Romaní: Silus[2]
- Spagnolo: Silas[3]
- Tedesco: Silas[1]
- Ungherese: Szilas

## Origine e diffusione
Si tratta di un nome biblico, portato nel Nuovo Testamento da Sila, discepolo di Paolo, spesso identificato con un Silvano che viene menzionato altrove nei testi. 
Il nome, proveniente dal greco biblico Σίλας (Silas) tramite il latino Silas, in genere è proprio considerato un'abbreviazione di Σιλουανός (Silouanos), la forma greca di Silvano; è però anche possibile che sia un adattamento greco del nome Saul, passato attraverso l'aramaico, e che l'associazione con Silvano sis paretimologica.
Nei paesi anglofoni è in uso a partire dalla Riforma Protestante.

## Onomastico
L'onomastico si festeggia il 13 luglio in memoria di san Sila, apostolo.

## Persone
- Silas Carson, attore britannico

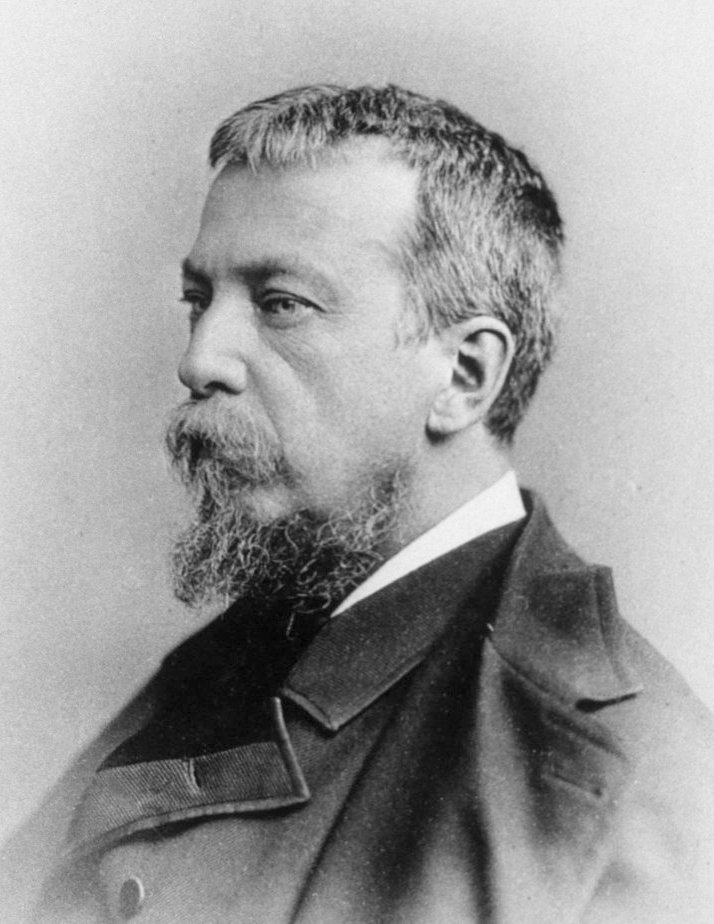
Silas Weir Mitchell

- Silas Katompa Mvumpa, calciatore congolese
- Silas Kiplagat, mezzofondista keniota
- Silas Molema, politico, attivista e storico sudafricano
- Silas Nacita, giocatore di football americano statunitense
- Silas Silvius Njiru, vescovo cattolico keniota
- Silas Songani, calciatore zimbabwese
- Silas Soule, militare statunitense
- Silas Weir Mitchell, medico e scrittore statunitense
- Silas Weir Mitchell, attore statunitense

## Il nome nelle arti
- Silas è un personaggio del romanzo di Neil Gaiman Il figlio del cimitero.
- Silas è un personaggio della serie televisiva The Vampire Diaries.
- Silas Finn è il protagonista dell'omonima serie a fumetti creata da Tiziano Sclavi.
- Silas Marner è il protagonista dell'omonimo romanzo di George Eliot, e dei vari film da esso tratti.
- Silas Greaves è il protagonista del videogioco Call of Juarez: Gunslinger del 2013.
- Silas Stone è un personaggio secondario dei fumetti DC Comics, padre del supereroe Cyborg.